# داروين بارني
داروين بارني (بالإنجليزية: Darwin Barney)‏ هو لاعب كرة قاعدة أمريكي، ولد في 8 نوفمبر 1985 في بورتلاند في الولايات المتحدة.

## وصلات خارجية
- داروين بارني على موقع دوري كرة القاعدة الرئيسي (الإنجليزية)
- داروين بارني على موقعبيزبول رفرنس.كوم (الدوري الرئيسي) (الإنجليزية)
- داروين بارني على موقعبيزبول رفرنس.كوم (الدوري الثانوي) (الإنجليزية)
- داروين بارني على موقع إي إس بي إن.كوم (أم.أل.بي) (الإنجليزية)
- داروين بارني على موقع مشجعي الرسوم البيانية (الإنجليزية)